# راسيل وينغر
راسيل وينغر (بالإنجليزية: Russell Winger)‏ هو منافس ألعاب قوى أمريكي، ولد في 2 أغسطس 1984 في كولورادو سبرينغس في الولايات المتحدة.

## وصلات خارجية
- راسيل وينغر على موقع الاتحاد الدولي لألعاب القوى (الإنجليزية)
- راسيل وينغر على موقع الدوري الماسي (الإنجليزية)
- راسيل وينغر على موقع اللجنة الأولمبية والبارالمبية الأمريكية (الإنجليزية)